# Evangelina Alfano
Evangelina Alfano (La Plata, Provincia de Buenos Aires, Argentina; 12 de marzo de 1984) es una futbolista argentina. Juega de mediocampista en Estudiantes de La Plata de la Primera División Femenina en la que es capitana del equipo.

## Trayectoria
Como muchas otras futbolistas, comenzó jugando al fútbol con varones. Llegó a Estudiantes de La Plata en el año 2004. la entrenadora Bettina Stagñares la llamó para formar parte del equipo y desde entonces defiende los colores de el pincha.
En 2019 fue una de las 8 primeras futbolistas del albirrojo en firmar un contrato profesional.
En 2020 se convirtió en capitana del equipo con la partida de Micaela Sandoval a UAI Urquiza.

## Estadísticas

### Clubes
| Club                    | País      | Año             |
| ----------------------- | --------- | --------------- |
| Estudiantes de La Plata | Argentina | 2004 - presente |

## Vida personal
Tiene dos hijos (una niña y un varón). Además del fútbol, trabaja de moza.